# 碱基对

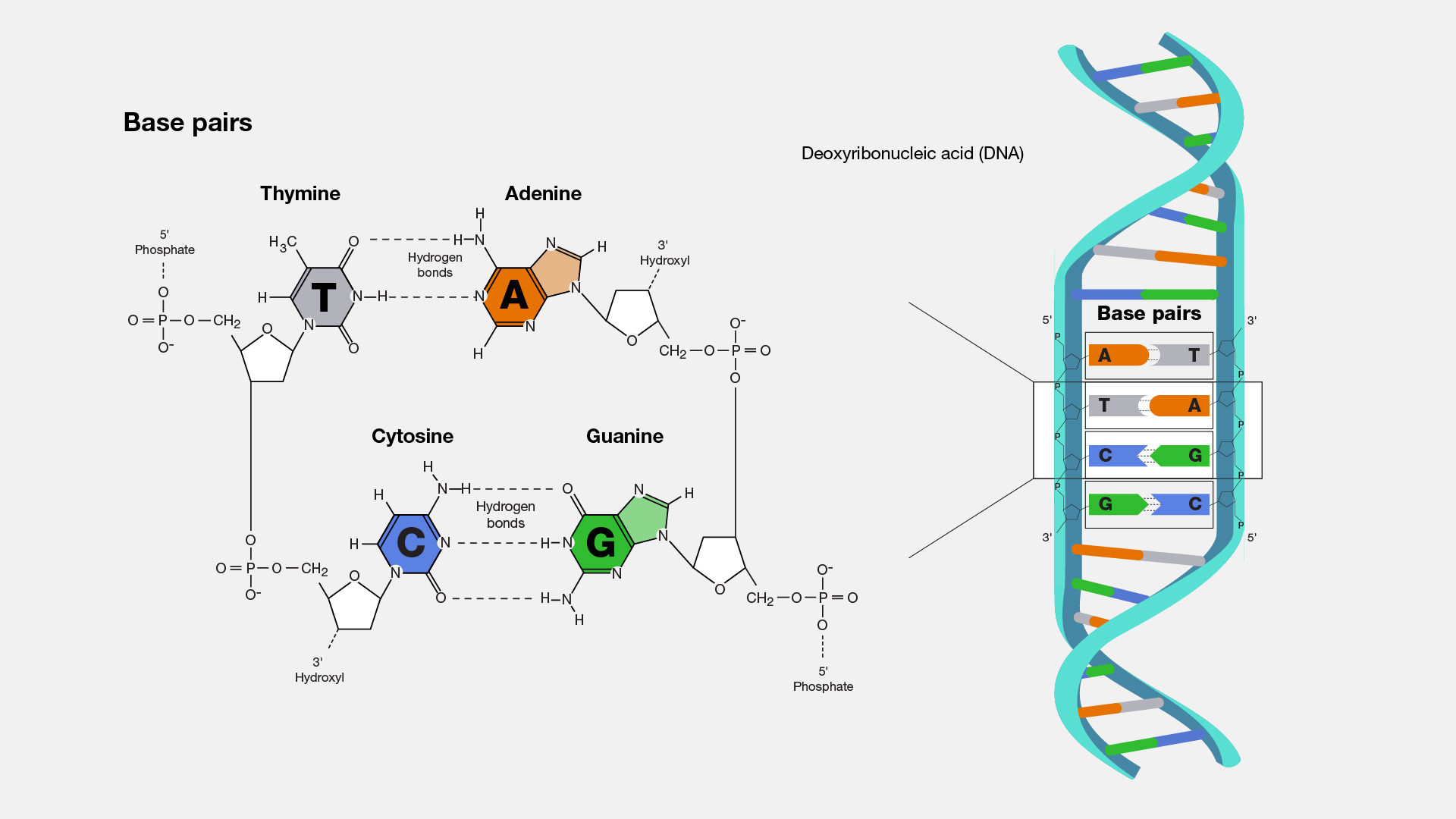
DNA鹼基對的化學結構

碱基对（base pair）是双链核酸的基本组成单位，由两个核碱基通过氢键相互结合而成；它们形成了DNA双螺旋的结构单元，并促成DNA和RNA的折叠结构。碱基对也是编码遗传信息的化学结构。
组成碱基对的碱基包括腺嘌呤（A）、胸腺嘧啶（T）、鸟嘌呤（G）、胞嘧啶（C）、脲嘧啶（U）。在DNA或某些双链RNA分子结构中，由于碱基之间的氢键具有固定的数目和DNA两条链之间的距离保持不变，使碱基配对遵循一定的规律，腺嘌呤一定与胸腺嘧啶或者在RNA中的尿嘧啶配对，鸟嘌呤与胞嘧啶配对。这就是碱基互补配对原则。它常被用来衡量DNA和RNA的长度（尽管RNA是单链）。它还与核苷酸互换使用，尽管后者是由一个五碳糖、磷酸和一个碱基组成。
鹼基對通常簡寫作bp；千鹼基對為kbp或kb。兆鹼基对即百萬對鹼基，簡寫作Mbp，而千兆碱基对简写作Gbp。
人类也成功的将人造碱基对加入到了DNA中。

## 氫鍵與穩定性
|  |

|  |

氫鍵是上述鹼基配對規則所依據的化學交互作用。氫鍵供體和受體的適當幾何對應關係只允許「正確」的對穩定形成。 GC含量高的DNA比GC含量低的 DNA更穩定。然而，至關重要的是，堆疊相互作用主要負責穩定雙螺旋結構；沃森-克里克鹼基配對對整體結構穩定性的貢獻很小，但它在互補性特異性中的作用卻至關重要，因為這是中心法則的模板依賴性過程的基礎（例如DNA複製）。
較大的核鹼基（腺嘌呤和鸟嘌呤）屬於雙環化學結構，稱為嘌呤；較小的核鹼基（胞嘧啶和胸腺嘧啶（以及尿嘧啶））屬於單環化學結構，稱為嘧啶。嘌呤只能與嘧啶互補：嘧啶與嘧啶的配對在能量上是不利的，因為分子之間相隔太遠，無法建立氫鍵；嘌呤與嘌呤的配對在能量上是不利的，因為分子之間太接近，會產生重疊排斥。AT或GC或UA（在RNA中）的嘌呤-嘧啶碱基配对可形成适当的双链结构。唯一的其他嘌呤-嘧啶配對是AC和GT以及UG（在RNA中）；這些配對是錯配，因為氫給體和氫受體的模式不一致。在RNA中，有兩個氫鍵的GU配對確實相當常見（請參閱搖擺鹼基對）。
成對的DNA和RNA分子在室溫下相對穩定，但兩條核苷酸鏈會在熔點以上分離，而熔點則取決於分子的長度、錯配程度（若有）以及GC含量。較高的GC含量會導致較高的熔點溫度；因此，嗜熱溫熱菌（Thermus thermophilus）等嗜極生物的基因組特別富含GC也就不足為奇了。反之，基因組中需要頻繁分離的區域 - 例如，經常轉錄基因的啟動子區域 - 則相對較缺乏GC（例如，請參閱TATA盒）。在設計PCR反應的引物時，也必須考慮GC含量和熔解溫度。

## 碱基类似物和嵌入
核苷酸的化学类似物可以取代正确的核苷酸并建立非规范的碱基配对，导致DNA复制和DNA转录中的错误（主要是點突變）。这是由于它们的等排(isosteric)化学性质。一种常见的诱变碱基类似物是5-溴尿嘧啶，它类似于胸腺嘧啶，但可以与烯醇形式的鸟嘌呤碱基配对。
其他化学物质，称为DNA嵌入，可插入单链上相邻碱基之间的间隙，并通过“伪装”为碱基来诱导框移突變，导致DNA复制机制在插入位点跳过或嵌入额外的核苷酸。大多数嵌入都是大型多環芳香烴化合物，是已知或疑似致癌物質。例子包括溴化乙锭和吖啶。

## 錯配修復
錯配的鹼基對可能因DNA複製錯誤而產生，也可能作為同源重組過程中的中間體而產生。錯配修復過程通常必須識別並正確修復長序列正常DNA鹼基對中的少數鹼基錯配。為了修復DNA複製過程中形成的錯配，已經進化出幾種不同的修復過程來區分模板鍊和新形成的鏈，以便只去除新插入的錯誤核苷酸（以避免產生突變）。 DNA错配修复一文中描述了DNA複製過程中用於錯配修復的蛋白質，以及過程中缺陷的臨床意義。基因轉換一文中描述了重組過程中錯配校正的過程。

## 图集

腺嘌呤（左）与胸腺嘧啶（右）的配对
鸟嘌呤（左）与胞嘧啶（右）的配对